# زلزال لوركا 2011
زلزال لوركا 2011 هو زلزالٌ وقع في لوركا، مرسية، في إسبانيا، بتاريخ 11 مايو 2011، على عمق 1 كيلومتر، وتبعه 131 هزة ارتدادية.